# بريكة
بريكة إحدى بلديات دائرة بريكة بولاية بريكة الجزائرية. وهي عاصمة الولاية .

## التاريخ
تقع المدينة الأثرية طبنة على بعد 4 كم جنوب شرق مدينة بريكة، على ارتفاع 460 م يحدها شمالا وادي بريكة وجنوبا وادي بيطام. على الطريق المؤدية إلى مدينة بسكرة، وإلى بلدية أمدوكال التابعة لدائرة بريكة. تحتل مساحة 273 هكتار. لم يبقى الآن سوى أنقاض لحاضرة كانت من أكبر مدن الطريق القديم من القيروان إلى سجلماسة. يذكر أن موقع طبنة صُنّف في سنة 1950 وسُجّل ضمن قائمة التراث الوطني في يناير 1968.
يرجع تأسيسها إلى عهد ا الإمبراطور الروماني تراجان (98-117 م) حيث استقر بالمدينة عدد من المستوطنين الرومان المنتسبين إلى قبيلة بابيريا التي ينتمي إليها الإمبراطور ترايانوس، ويرجح أنهم استعملوا في بنائها الحجارة المجلوبة من مقلع الحجر بجبل متليلي الواقع على مسافة خمسة كيلومتر شرق المدينة.
وفي أوائل سنة 291هـ، المُوافقة لأواخر سنة 903م، استولى جيش الدولة الفاطمية بقيادة أبو عبد الله الشيعي على سطيف، وهي أقرب مدينة مُحصَّنة من إيكجان بعد ميلة، وكانت مدينةً مُعرقلةً لتحرُّكاته العسكريَّة، وتُمثِّلُ قاعدةً لقوَّات العدو. وفي آخر شهر ذي الحجَّة سنة 293هـ، المُوافق فيه شهر تشرين الأوَّل (أكتوبر) سنة 906م، استولى أبو عبد الله على مدينة «طُبنة» في طرف إفريقية، وهي قاعدة نهر الزَّاب الكبير، وإحدى أكبر وأغنى المُدن الأغلبيَّة بعد القيروان، وعيَّن عليها عاملًا شيعيًّا هو يحيى بن سُليمان، كما فتح بلزمة. وبسقوط هاتين المدينتين، نجح الإسماعيليّون في فتح ثغرة في الحُصون الغربيَّة التي تحمي إفريقية، ولم يبقَ منها سوى حصن باغاية في أقصى إفريقية بين مجَّانة وقسنطينة، وبذلك تراجع دور طبنة فيما بعد إلى غاية تأسيس الدولة الحمادية ووقوع المدينة ضمن مجالها الجغرافي.

## أسباب التحضر
النشاط الفلاحي هو الطابع المميز لهذه المنطقة وهذا الاهتمام الفلاحي منذ تلك الفترة كان بسبب الموارد المائية الموجودة بالمنطقة وما يثبت حقيقة ذلك هو تواجد مطامير تخزين الحبوب ومعاصر الزيتون لكن زحف الرمال المتدرج وعدم أعادة بناء السدود والمصدات السقي في تلك الفترة تسبب في تخلي أغلب سكانها عن مهنتهم رئيسية إلى حلول الاستعمار الفرنسي سنة 1838بالمنطقة وفي هذه السنة كانت بلدية بريكة تضم العديد من البلديات أما في سنة 1932 ظهر النزوح والتمركز السكاني بالمنطقة وارتفع عدد سكانها من 13000ساكن إلى 17500 ساكن ما بين فترة 1954و 1962 هذا نظرا للسياسة المتبعة من طرف الاستعمار والمتمثلة في حشد المواطنين بالمراكز حتى يمكن مراقبتهم وفي سنة 1956 تم تعيين بريكة دائرة في عهد الاستعمار وتم تعيينا في نفس المرتبة سنة 1962 في عهد الاستقلال.
في ناحية الشرق تقع عاصمة الاوراس «باتنة» وهي الولاية، ومن الغرب عاصمة الحضنة «المسيلة» ومن الشمال عاصمة الهضاب «سطيف»، ومن الجنوب بوابة الصحراء وعاصمة الزاب «بسكرة» طبنة.
المدينة الناضحة بما جادت به بطولات الأولين وحضارة الاعظمين من بربر ورومان وعرب، ممن سكنوا هذه البلاد وتغرغروا خيراتها، وصنعوا بطولاتها الممتدة امتداد السنين والأزمان، لتجاوز الزمن إلى ما قبل ميلاد المسيح، وهي باسمها القديم هذا تطلق حاليا على المدينة الأثرية القديمة، التي شيدها الرومان في أوج عظمتهم، والممتدة في دهاليز الأرض وسراديبها لتطل باختفائها على مدينة السعادة الابدية «تيمقاد»، لذلك صنفت كواحدة من أبرز معالم الحضارة التي أبدع الإنسان في تشييدها وطنيا وعالميا، وبالرغم من ذلك أيضا لم تأخذ حقها ولم تبرز للوجود قيمتها التاريخية الكبيرة التي أهملت بشكل لا يمكن وصفه، فأن يكتشف في كل مرة وعلى مساحات جغرافية متباعدة أبواب أرضية لهذه المدينة المبنية أصلا تحت الأرض أثناء بناء السكة الحديدية، ويعاد ردمها بحجج واهية، في وقت تتصارع فيه الأمم والحضارات على آثار شعوبها في سباق مع الزمن لانقاذ حياة ثانية لحياة أولى ماتت ولم تزل.
و طبنة هي أول عواصم الزاب الجزائري أيام كان المغرب العربي أرضا واحدة، في ولاية لا تفصلها حدود، عاصمتها القيروان، وكانت الأندلس حين ذلك تابعة لها.
و يذكر «البكري» عنها آنذاك أنه كان لها خمسة أبواب، وخارج المدينة صور مضروب على فحص فسيح، هو بمقدار ثلثي المدينة، بناه الوالي عمر بن حفص، ويشق طريق المدينة جداول المياه العذبة، وقد كان لها في العصر الإسلامي شأن المدن الكبرى، فخرج منها الكثير من العلماء الأجلاء.
و من بين من تولى عمالتها الأغلب بن سالم، في ولاية محمد بن الاشعث وخلافة المنصور سنة 148ه-765م، وهو إبراهيم مؤسس دولة الاغالبة، كما شهدت هذه المنطقة العديد من الحروب والثورات، كونها طريق الثائرين على القيروان فكانت سدا منيعا في أوجه المحتلين، وانتقلت عاصمة الزيبان من طبنة إلى المسيلة في عهد الحماديين.
و من بين العلماء الأجلاء الذين ينسبون إلى طبنة، علي بن منصور الطبني، وأبو محمد بن علي بن معاوية بن وليد الطبني، أحد حماة سرح الكلام، وحملة ألوية الاقلام.
أما اليوم فيطلق على مدينة طبنة أرض بريكة وكلاهما أرض واحدة لسكان قال عنهم ابن خلدون أنهم ينطقون الغين قاف ومعروفون بالشهامة والكرم ونصرة الضعيف، وقليلا من الغلظة في التصرف. والكثير من المصادر التاريخية، ترجع سكان مدينة بريكة إلى بني هلال، الذين قدموا من شبه الجزيرة العربية خلال الفتوحات الإسلامية.

## نتائج التحضر
تمتاز دائرة بريكة بنشاطات كثيرة منها الفلاحية، وركزت البلدية اهتماما كبيرا على هذا الجانب الحيوي لامتياز المنطقة بطابع فلاحي إلى جانب وفرة المياه.
وقد قامت قامت السلطات الولائية بمنح مساعدات للفلاحين تتمثل في تجهيزات لحفر الابار وتوزيع البيوت البلاستكية بالإضافة إلى مساهمتها في جلب الآلات وتغطية عجز الفلاحين في جني محصول الموسم الفارط وترغيب الناس في الفلاحة.
.
وتوجد في بريكة منطقة صناعية بالناحية الجنوبية للمدينة تحتوي على عدة مصانع منها مصنع الخيط ومصنع الاجور وغيرهما. وقد شهدت هذه الدائرة في السنوات الأخيرة إنشاء وحدات صناعية ذات أهمية بالغة في التنمية الجانب الاقتصادي بالمنطقة مثل: مركب الفتائل الملونة (أكبر مصنع في أفريقيا) فهي تساهم بشكل كبير في اقتصاد البلاد.
في السنوات الأخيرة أصبحت المنطقة تعاني من مشاكل كثيرة تتمثل في:
أ- النزوح الريفي: وهو كارثة حيث نزح معظم الفلاحون الذين يسكنون بالمنطقة تاركين وراءهم موارد كثيرة أهمها الزراعة وتربية المواشي فقد تخلوا عن كل هذه المواد من أجل تمركز سكان المنطقة فهم لم يدركوا ثمن هذه الخيرات التي أضاعوها من بين أيديهم.
2- التوسع العمراني: وهو ظاهرة سلبية أصبح يعاني منها المجتمع الجزائري بأكمله وهو عبارة عن توسع السكن على حساب الأراضي الزراعية وبناء المنشاءات فوق الأراضي التي كانت تزرع فقد إزداد هذا التوسع العمراني خلال السنوات العشر الأخيرة وذلك راجع إلى النزوح الريفي وزيادة السكان بالمنطقة.
3- التلوث: التلوث وهو الظاهرة التي لفتت العالم كله وخاصة الدول الصناعية أما بالنسبة لهذه المنطقة فإن تلوثها راجع إلى رمي النفايات وفضلات المصانع في المناطق الزراعية مما أدى إلى تقليص المساحات الخضراء وتلوث الجو
بدخان السيارات وغيره وخاصة مياه الشرب فقد عانت هذه المنطقة من تلوث مياه الشرب الموجودة
4- البطالة : وهو واقع كثير من الشباب سواء الحاملين لشهادات مهنية أو جامعية أو غيرهم

### المساجد
تحتضن مدينة بريكة حوالي37 مسجدا منها ما يزال في طور الإنجاز ومن مساجدها التي يقصدها المصلون بكثرة:
- مسجد الشيخ البشير الإبراهميي الذي دشنه وزير الشؤون الدنية السيد غلام الله
- مسجد العتيق ويعود بنائه إلى عهد ما قبل الثورة حيث كان يجتمع به أعضاء من جمعية العلماء المسلمين وزاره عبد الحميد بن باديس مرة واحدة.
- مسجد الرحمة بوسط المدينة، الذي كان سابقا كنيسة فرنسية.
- مسجد ابن باديس الذي تأسس سنة 1966.
- مسجد عثمان بن عفان بحي ألف مسكن.
- مسجد حذيفة ابن اليمان: حي سلالي فرحات
- مسجد الكوثر بحي المجاهدين.

### المنشآت التربوية
المدارس الثانوية 
توجد بمدينة بريكة 06 ثانويات هي:
- ثانوية الشهيد معجوج العمري (المختلطة): وهي التي تعتبر أقدم ثانوية ببريكة تقع بقلب مدينة بريكة، وتستقبل تلاميذ بريكة بالإضافة إلى تلاميذ المناطق المعزولة (أولاد عمار، عزيل عبد القادر...)، طاقة استيعابها1600 تلميذ.
- متقن بريكة (ثانوية عزيل عبد الرحمان حاليا): يعد ثاني أقدم ثانوية ببريكة، يقع بمدخل مدينة بريكة من ناحية الجنوب (الطريق الوطني 77 الرابط ببسكرة)، بطريق بسكرة، طاقة استيعابها 1000تلميد
- ثانوية الشهيد محمد الصالح بلعباس (1000 مسكن): تعد ثالث أكبر وأقدم ثانوية ببريكة، تقع بمدخل مدينة بريكة الغربي، بالطريق الوطني 28 الرابط بولاية المسيلة، طاقة استيعابها 900 تلميذ.
- ثانوية حي النصر: أنشأت هذه الثانوية حديثا في سنة 2000، ودشنها الوزير بن بوزيد سنة 2001، تقع بطريق الجزار، طاقة استيعابها 750 تلميذ.
- الثانوية الجديدة بريكة (حي الدرناني):، دشنت عام 2008، طاقة استيعابها 600 تلميذ.
- ثانوية حي النصر الجديدة (طريق الجزار): تعد الثانوية الثانية في منطقة حي النصر. فتحت أبوابها عام 2012.تستوعب أكثر من 650 تلميذ.ولها مساحة إجمالية قدرها 8400 متر مربع.

```

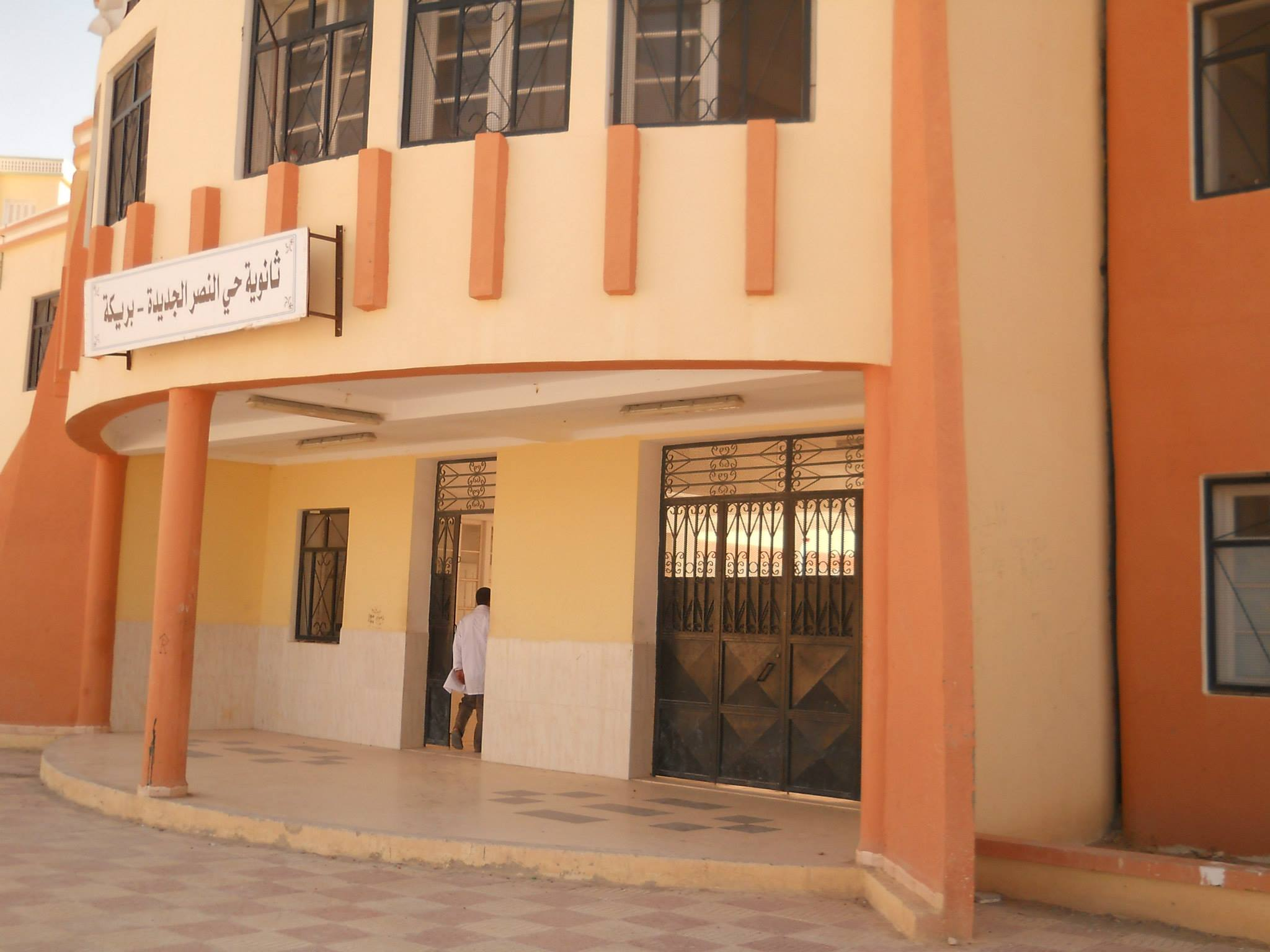
صورة لمدرسة ثانوية حي النصر الجديدة.

* ثانوية حي ألف مسكن الجديدة: آخر عنقود بثانويات بريكة أنشئت عام 2014 وتم تدشينها في نفس العام 
```

المتوسطات

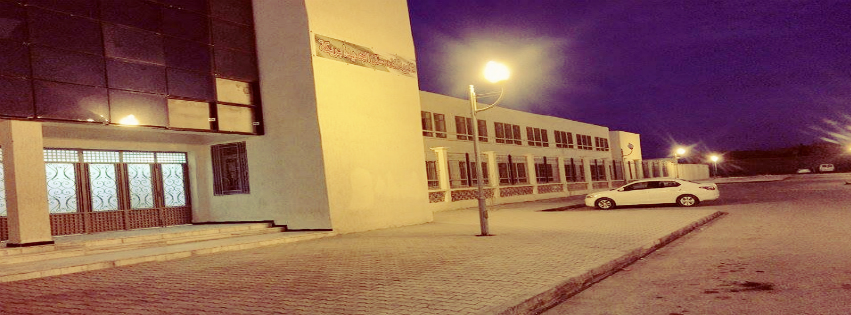
ثانوية ألف مسكن الجديدة

وتوجد بها عدة اكماليات منها أقدم متوسطة وهي متوسطة محمد الطيب فرحات ومتوسطة مسعود فرج واسمها الحالي طريق متكعوك وغجاتي وطريق الجزار وطريق بسكرة وطريق نقاوس وطريق مقرة وابن بعطوش، ومحمد مهملي (الحمام)ومتوسطة دليح الطاهر بحي الف مسكن ومتوسطة حي المجاهدين ومتوسطة الشرقية الجديدة ومتوسطة حي النصر.
المستشفيات
بمدينة بريكة مستشفيين كبيرين:
مستشفى سليمان عميران بوسط مدينة بريكة، ومستشفى محمد بوضياف أكبر مستشفى بالمدينة، يقع في طريق ولاية باتنة.